# لاگاردر
لاگاردر (به فرانسوی: Lagardère) یا لگارده، شرکت رسانه‌های گروهی فرانسوی است، که در سال ۱۹۹۲ توسط ژان-لوک لاگاردر تأسیس شد و هم‌اکنون در چهار زمینه مختلف در ۳۰ کشور جهان فعالیت می‌کند. این ۴ زمینه عبارتند از: نشر کتاب و انتشارات آنلاین، روزنامه و مجلات، ایستگاه‌های رادیویی، بنگاه‌های سخن‌پراکنی، کانال‌های تلویزیونی و تبلیغات.
بخش خرده‌فروشی که توسط شرکت تابعه‌ای بنام شرکت خدمات لاگاردر مدیریت می‌شود، دارای بیش از ۲٫۰۰۰ شعبه فروش در ۱۳۰ فرودگاه و ۷۰۰ ایستگاه قطار در ۲۰ کشور جهان، می‌باشد.
شاخه‌ای از این شرکت با نام شرکت لاگاردر نامحدود نیز در زمینه بازاریابی و حق پخش مسابقه‌های ورزشی، مدیریت ورزشگاه‌ها و آکادمی‌های ورزشی فعالیت می‌نماید. این شرکت سالها امتیاز حق پخش تلویزیونی کنفدراسیون فوتبال آسیا را به صورت انحصاری در اختیار داشت. 
شرکت لاگاردر دارای سهام در چند شرکت بزرگ فرانسوی است، که از مهم‌ترین آنها می‌توان به؛ ۴۰٪ درصد از سهام شرکت ویوندی و ۷٫۵٪ درصد از شرکت ای‌ای‌دی‌اس اشاره کرد. دفتر مرکزی شرکت لاگاردر در شهر پاریس قرار دارد و سهام آن در بازار بورس یورونکست پاریس معامله می‌شود.